# Dear My Friend
Singles de Every Little Thing
Future World
(1996) For the Moment
(1997)
Dear My Friend est le troisième single du groupe Every Little Thing, sorti en 1997.

## Genèse
Le single, écrit, composé et produit par Mitsuru Igarashi, sort le 22 janvier 1997 au Japon sur le label Avex Trax, au format mini-CD single de 8 cm de diamètre (alors la norme pour les singles dans ce pays), trois mois après le précédent single du groupe, Future World. Il atteint la 9e place du classement des ventes de l'Oricon, et reste classé seize semaines. Il demeure le septième single le plus vendu du groupe.
Le single ne contient qu'une chanson, dans trois versions différentes : sa version originale, sa version instrumentale, et une version remixée par Pete and Steve Hammond.
La chanson-titre est utilisée comme thème musical pour une publicité de la marque Slim Beauty House. Elle figurera dans une version remaniée ("Album Mix") sur le premier album du groupe, Everlasting qui sortira trois mois plus tard, puis dans sa version d'origine sur sa première compilation Every Best Single +3 de 1999. Elle sera à nouveau remixée sur les albums de remix The Remixes de 1998, et ELT Trance de 2002.

## Liste des titres
La chanson originale est écrite, composée et arrangée par Mitsuru Igarashi.
| CD    | CD                            | CD    | CD | CD | CD | CD | CD | CD | CD |
| No    | Titre                         | Durée |    |    |    |    |    |    |    |
| ----- | ----------------------------- | ----- | -- | -- | -- | -- | -- | -- | -- |
| 1.    | Dear My Friend                | 3:48  |    |    |    |    |    |    |    |
| 2.    | Dear My Friend (U.K Mix)      | 7:21  |    |    |    |    |    |    |    |
| 3.    | Dear My Friend (Instrumental) | 3:47  |    |    |    |    |    |    |    |
| 14:58 |                               |       |    |    |    |    |    |    |    |